# Tanaka-kun is Always Listless
Tanaka-kun is Always Listless (田中くんはいつもけだるげ Tanaka-kun wa Itsumo Kedaruge?, "Tanaka-kun är alltid håglös") är en shōnen-serie som skrivs och tecknas av Nozomi Uda. Den ges ut av Square Enix i webbmagasinet Gangan Online sedan juli 2013. Handlingen kretsar kring den håglösa Tanaka och hans klasskamrat Ōta som vägrar låta honom vara ifred. Den har sålt mer än en miljon exemplar. En anime baserad på serien visades under april 2016 till juli 2016.

## Utgivning
Tanaka-kun is Always Listless ges ut av Square Enix i webbmagasinet Gangan Online sedan den 25 juli 2013. De publicerar den även i tankōbon-volymer:
| Lista över tankōbon-volymer | Lista över tankōbon-volymer | Lista över tankōbon-volymer |
| Nr                          | Utgivningsdatum             | ISBN                        |
| --------------------------- | --------------------------- | --------------------------- |
| 1                           | 26 april 2014               | ISBN 978-4-7575-4286-0      |
| 2                           | 22 juli 2014                | ISBN 978-4-7575-4354-6      |
| 3                           | 22 november 2014            | ISBN 978-4-7575-4474-1      |
| 4                           | 22 maj 2015                 | ISBN 978-4-7575-4642-4      |
| 5                           | 21 november 2015            | ISBN 978-4-7575-4796-4      |

## Annan media

### Anime
En anime, producerad av Silver Link och regisserad av Shinya Kawamo, sändes på Tokyo MX och MBS i april 2016 till juni 2016.
| Rollista         | Rollista         | Rollista |
| ---------------- | ---------------- | -------- |
| Kenshō Ono       | Tanaka (田中)    |          |
| Yoshimasa Hosoya | Ōta (太田)       |          |
| Natsumi Takamori | Miyano (宮野)    |          |
| Kotori Koiwai    | Shiraishi (白石) |          |
| Ayaka Suwa       | Echizen (越前)   |          |
| Aoi Yūki         | Rino (莉乃)      |          |
| Nao Tōyama       | Saya (早夜)      |          |
| Kazuyuki Okitsu  | Shimura (志村)   |          |
| Yūichi Iguchi    | Katō (加藤)      |          |

## Mottagande
Tanaka-kun is Always Listless har sålt mer än en miljon exemplar.
Den andra volymen såldes i 37 291 exemplar och kom på 32:a plats på Oricons lista över bästsäljande manga, medan den tredje volymen hamnade på 16:e plats med 63 079 exemplar sålda.